# Osowo (powiat świdwiński)
Osowo (niem. Wussow) – wieś w Polsce położona w województwie zachodniopomorskim, w powiecie świdwińskim, w gminie Świdwin.